# Iberli
Iberli (en macédonien Иберли) est un village du sud de la Macédoine du Nord, situé dans la municipalité de Demir Kapiya. Le village ne comptait aucun habitant en 2002. 